# Erňa
Erňa (też: Zvonivá jaskyňa) – jaskinia krasowa w Krasie Słowacko-Węgierskim na Słowacji. Długość 96 m.

## Położenie
Jaskinia leży w powiecie Koszyce-okolice, ok. 1 km na wschód od wsi Zádiel. Znajduje się pod górnym brzegiem południowych zboczy Płaskowyżu Zadzielskiego, w masywie Zadzielskiego Kamienia. Otwór znajduje się na wysokości 380 m n.p.m. – ok. 170 m ponad dnem Kotliny Turniańskiej.

## Geneza i morfologia
Jaskinia Erňa powstała w mezozoicznych wapieniach płaszczowiny silickiej, będących podstawowym budulcem prawie całego Płaskowyżu Zadzielskiego. Jest ona prawdopodobnie pozostałością większej, dziś już zawalonej jaskini rzecznej, powstałej w czasach, gdy poziom dna Kotliny Turniańskiej leżał znacznie wyżej, niż obecnie. Wielki otwór stromo opada ku głównej części jaskini, którą stanowi wielka, 60 m długa, 40 m szeroka i 10-15 m wysoka sala – jedna z największych podziemnych komór w całym Krasie Słowackim. Strome dno jaskini zawalone jest wielkimi blokami skalnymi. Jaskinia posiada godną uwagi szatę naciekową.

## Fauna
Jaskinia Erňa jest ważnym zimowiskiem szeregu gatunków nietoperzy. Stwierdzono tu zimowanie ogółem 8 gatunków tych ssaków. Jaskinia ta jest wyjątkowa jeśli chodzi o jeden z nich, karlika malutkiego. O ile jeszcze w latach 50. XX w. gatunek ten w ogóle tu nie był notowany, o tyle w roku 1992 oceniono tę kolonię na 2-3 tysiące osobników, a na początku XXI w. uznano ją za największe (jedno z największych) zimowisko tego gatunku w Europie Środkowej. W latach 2000-2001 stwierdzono tu zimowania 35-45 tysięcy karlików malutkich w skupiskach nawet po 5-8 tysięcy osobników. Jaskinia była także stałym miejscem obecności karlika malutkiego w prawie całym holocenie. Świadczą o tym masowe zespoły osadów zawierające kości tego nietoperza, niemal monogatunkowe, stwierdzone w kilku poziomach pod obecną powierzchnią dna w sondach wykopanych w różnych punktach wielkiej sali.

## Archeologia
Jaskinia jest cennym miejscem z punktu widzenia archeologii. Znaleziono w niej kości plejstoceńskich zwierząt i interesujące ślady ludzkiej obecności. 

## Ochrona jaskini
Jaskinia znajduje się na terenie Parku Narodowego Kras Słowacki. Od 1995 r. jest chroniona jako pomnik przyrody (słow. prírodná pamiatka).

## Turystyka
Jaskinia nie jest udostępniona do zwiedzania.